# La fuerza de la historia
La fuerza de la historia è una antologia del gruppo musicale cileno Quilapayún pubblicata nel 2006.

## Descrizione
Questa antologia, curata dal gruppo stesso, aveva l'obiettivo di rendere nuovamente disponibili alcune delle canzoni realizzate dal gruppo durante il periodo che va dal 1968 al 1973 e mai ripubblicate. La selezione punta su canzoni quasi esclusivamente legate alla politica di quegli anni sia nazionale, tutta la vicenda di Unidad Popular, che internazionale, in particolare la Guerra del Vietnam. Sono brani provenienti da album e singoli mai pubblicati prima in formato CD. Canzoni, in particolare La batea, Nuestro cobre e Venceremos, che hanno contribuito a creare e sedimentare un rapporto privilegiato tra il gruppo e il popolo cileno.

### Vivir como él
Il cuore di questa antologia sono i sei brani provenienti dall'LP Vivir como él del 1971. L'album in originale conteneva 7 tracce e l'unica che qui non viene recuperata è la canzone Segunda declaración de La Habana. Il brano che dava il titolo all'album, lungo oltre 18 minuti, è la seconda cantata popular registrata dai Quilapayún, tentativo di unire musica colta e musica popolare che avevano già esplorato nel disco Cantata Santa María de Iquique.

### Le altre canzoni
Canción del minero, El carrero, Somos pájaros libres  e La paloma sono 4 dei 7 brani che il gruppo incise a Parigi, sotto il nome Los Chilenos, nell'album del 1968 intitolato Los chilenos - Juan Capra realizzato in collaborazione con Juan Capra, Quiaqueñita invece proviene dal disco realizzato assieme a Isabel Parra nel 1972 e intitolato Lieder aus Chile.
Cueca negra e Cueca roja sono parte del progetto collettivo e del relativo album No volveremos atrás, Nuestro cobre è un brano altrimenti inedito presente nel disco collettivo Chile pueblo. 
Provengono da singoli El banderón americano (lato B di un disco del 1972) e Ramona (lato A di un singolo del 1971 condiviso con il gruppo Combo Xingú).

## Edizioni
Questo album è stato pubblicato nel 2006  in formato CD dall'etichetta Warner Music Chile con codice 5051011689925. 

## Tracce
1. Canción del minero – 2:44 (Víctor Jara)
2. El carrero – 2:06 (Daniel Viglietti) – indicato con il titolo La huella
3. La paloma – 2:19 (Eduardo Carrasco)
4. Quiaqueñita – 2:03 (musica: tradizionale argentino)
5. Somos pájaros libres – 2:35 (Víctor Jara)
6. Comienza la vida nueva – 3:34 (Luis Advis)
7. Nuestro cobre – 3:27 (Eduardo Yáñez)
8. La batea – 3:06 (testo: Quilapayún – musica: Toni Taño)
9. Marcha de la producción – 3:05 (Sergio Ortega)
10. El banderón americano – 2:59 (testo: Nicolás Guillén – musica: Sergio Ortega)
11. Cueca negra – 2:14 (Sergio Ortega e Quilapayún)
12. Cueca roja – 1:37 (Sergio Ortega e Quilapayún)
13. Soy del pueblo – 3:10 (Carlos Puebla)
14. Ramona (feat. Manguaré) – 3:49 (Sergio Ortega)
15. Vivir como él – 18:53 (testo: Frank Fernández – musica: Frank Fernández e Luis Advis)
16. Venceremos – 2:23 (testo: Claudio Iturra – musica: Sergio Ortega)

Durata totale: 60:04

## Crediti

### Formazione
- Eduardo Carrasco (tutte le tracce)
- Julio Carrasco (tracce 1, 2, 3, 5)
- Carlos Quezada (tutte le tracce)
- Willy Oddó (tutte le tracce)
- Hernán Gómez (traccia 4 e da 6 a 16)
- Rodolfo Parada (traccia 4 e da 6 a 16)
- Rubén Escudero (tracce 6, 8, 13, 14, 15 e 16)

### Collaboratori
- Orquesta Sinfónica Popular diretta da Eduardo Moubarak - in Venceremos
- Héctor Duvauchelle - voce recitante in Vivir como él
- Antonio Larrea e Luis Albornoz - copertina e illustrazioni
- Eduardo Vergara - ingegnere del suono